# Tren ligero de Tel Aviv
El Tren Ligero de Tel Aviv (en hebreo: מערכת להסעת המונים במטרופולין תל אביב) es un sistema de transporte masivo previsto para el área metropolitana de Tel Aviv, una ciudad en la costa de Israel. El sistema incluirá diferentes tipos de tránsito rápido como el tren ligero (que se desarrollará bajo tierra en algunas zonas), autobuses y mucho más.
El trabajo en la línea roja, la primera en el proyecto, comenzó el 21 de septiembre de 2011, tras años de trabajos preparatorios y numerosos retrasos. La primera línea se abrió al público el 18 de agosto de 2020.
En 2000, el proyecto de un metro se cambió a uno para el tren ligero, y se dio a conocer planes más plausibles para un sistema de transporte masivo en Tel Aviv. Los primeros 22 kilómetros (14 millas ) de la Línea Roja fueron aprobados, y la excavación comenzó a finales de 2009, con la construcción de las estaciones de tren a partir de agosto de 2015. La línea roja entró en funcionamiento plenamente el 18 de agosto de 2023.

## Líneas proyectadas
El proyecto inicial contempla cuatro líneas: dos en etapa de planificación, una aprobada y otra actualmente en construcción. La red alcanzaría una longitud de 100 km en torno al área metropolitana de Tel Aviv.
| Línea | Línea         | Longitud | Estado                | Apertura             | Ciudades principales                                             | Terminales | Número de estaciones |
| ----- | ------------- | -------- | --------------------- | -------------------- | ---------------------------------------------------------------- | --- | -------------------- |
|       | Línea Roja    | 23 km    | En servicio           | 18 de agosto de 2023 | Petah Tikva, Bnei Brak, Ramat Gan, Tel Aviv–Yafo, Bat Yam        | Petah Tikva Bus Terminal ● Kiryat Aryeh Depot (Petah Tikva) Nisenboim (Bat Yam)                                       | 34 (10 subterráneas) |
|       | Línea Verde   | 35 km    | En construcción       | 2028 aprox.          | Herzliya, Tel Aviv, Holon, Rishon LeZion                         | Herzliya Pituah ● Tel Aviv University Holon Depot ● Moshe Dayan (Rishon LeZion)                                       | 58 (5 subterráneas)  |
|       | Línea Púrpura | 36 km    | En construcción       | 2026 aprox.          | Yehud, Or Yehuda, Ramat Gan, Tel Aviv, Kiryat Ono, Giv'at Shmuel | Tayasim Junction (Yehud) ● Yahalom Industrial Zone (Or Yehuda) ● Bar Ilan University (Ramat Gan) Arlozorov (Tel Aviv) | 56                   |
|       | Línea Café    | 28 km    | Planificación inicial | –                    | Ramle–Rishon LeZion                                              | Ramle ● Rishon Lezion Center                                                                                          | Desconocido          |